# Nyctemera kebeae
Nyctemera kebeae är en fjärilsart som beskrevs av Bethune-Baker 1904. Nyctemera kebeae ingår i släktet Nyctemera och familjen björnspinnare. Inga underarter finns listade i Catalogue of Life.